# Ausbietungsgarantie
Mit der Ausbietungsgarantie (oder Ausbietungsbürgschaft, Bietgarantie/Bietbürgschaft) übernimmt der ausstellende Garant oder Bürge die Haftung gegenüber einem Gläubiger aus einem Grundpfandrecht, damit dieser bei der Zwangsversteigerung keinen Forderungsausfall erleidet.

## Allgemeines
Die Ausbietungsgarantie/Ausbietungsbürgschaft kommt lediglich in einer sehr spezifischen Situation zum Einsatz, nämlich wenn fremdfinanzierte Immobilien in die Zwangsversteigerung geraten und dort – wegen bestehender Vorlasten oder zu geringem Marktwert – einem Grundpfandrechtsgläubiger ein Forderungsausfall droht. Sie ist deshalb ein insbesondere von Kreditinstituten häufig genutztes Instrument zur Abwendung von Ausfällen bei einer zwangsweisen Verwertung von Grundpfandrechten.

## Arten
Bei der schwächeren Version übernimmt der Bürge/Garant keine Verpflichtung, während der Versteigerung ein Gebot abgeben zu müssen. Diese Ausbietungsbürgschaft/-Garantie entspricht in ihrer Wirkung einer Ausfallbürgschaft. Die härtere Wirkung liegt vor, wenn der Bürge/Garant sich verpflichtet, den Grundpfandrechtsgläubiger auszubieten, also während der Zwangsversteigerung ein Gebot in Höhe der Forderung des Gläubigers abzugeben. In diesem Fall muss der Bürge/Garant bei Ausbleiben weiterer Gebote das Grundstück selbst ersteigern.

## Rechtsfragen
Der Bürge/Garant verpflichtet sich durch die harte Version, bei der Zwangsversteigerung bis zur Höhe eines Grundpfandrechts (Hypothek, Grundschuld oder Sicherungsgrundschuld) mitzubieten, damit dieses nicht wegen zu geringem Gebots ausfällt. Der Bürge/Garant muss ein Gebot abgeben, durch welches das durch die Garantie/Bürgschaft geschützte Grundpfandrecht vollständig abgelöst wird. Die harte Version der Ausbietungsgarantie/-bürgschaft stellt eine bedingte Erwerbsverpflichtung dar, die gemäß § 311b Abs. 1 BGB der notariellen Beurkundung bedarf. Ein Formmangel wegen einer Erwerbspflicht wird durch den Grundstückserwerb in der Zwangsversteigerung und Eintragung im Grundbuch entsprechend § 311b Abs. 1 Satz 2 BGB geheilt.
Die Rechtsprechung sieht die Ausbietungsgarantie als eine Unterform der Garantie bzw. (bei der Ausbietungsbürgschaft) der Bürgschaft. Letztere ist in § 765 ff. BGB geregelt, was auf die Ausbietungsbürgschaft anzuwenden ist. Die Garantie ersetzt die Bürgschaft im internationalen Kreditverkehr, ist jedoch im BGB nicht geregelt, aber zulässig nach den §§ 311 Abs. 1 BGB, § 241 Abs. 1 BGB. Die BGB-Bestimmungen über die Bürgschaft können bei der Garantie nicht analog angewandt werden; es gilt vielmehr analog das Schuldrecht.
Kreditinstitute stellen Ausbietungsbürgschaften/-Garantien im Rahmen des Avalkredits aus, Versicherungen im Rahmen der Kautionsversicherung. Der Avalkredit ist Bankgeschäft im Sinne des § 1 Abs. 1 Nr. 8 KWG, die Kautionsversicherung ist eine Versicherung für fremde Rechnung gemäß § 43 VVG. Nach der Legaldefinition des § 43 Abs. 1 VVG kann der Versicherungsnehmer einen Versicherungsvertrag im eigenen Namen für einen anderen schließen. Der „andere“ ist der Begünstigte aus der Bürgschaft/Garantie, dem die Rechte aus dem Versicherungsvertrag zustehen (§ 44 Abs. 1 VVG), aber durch das Rechtsverhältnis aus der Garantie/Bürgschaft überlagert werden.
Für Kreditinstitute schreibt die Kreditinstituts-Rechnungslegungsverordnung in § 26 Abs. 2 RechKredV vor, dass auch Ausbietungs- und andere Garantieverpflichtungen im Unterposten Buchstabe b „Verbindlichkeiten aus Bürgschaften und Gewährleistungsverträgen“ in der Bilanz als Eventualverbindlichkeiten zu vermerken sind.

## Rechtsfolgen
Der Garantiefall/Bürgschaftsfall tritt bei Ausbietungsgarantien/-bürgschaften ein, wenn das Zwangsversteigerungsverfahren durch Zustellung des Anordnungsbeschlusses beginnt (§ 22 Abs. 1 ZVG). Dann entsteht die gesicherte Hauptverbindlichkeit, und der von den Vertragsparteien vereinbarte oder vorausgesetzte Sicherungsfall ist eingetreten. Dann muss der Bürgschaftsgläubiger lediglich das behaupten, was Zahlungsbedingung der Bürgschaft war (sog. formeller Bürgschaftsfall). Ferner muss der Gläubiger die Schlüssigkeit der Hauptforderung beweisen (sog. materieller Bürgschaftsfall). Dabei hat er nachzuweisen, dass die durch Bürgschaft gesicherte Forderung fällig ist. Liegen die Voraussetzungen vor, darf der Gläubiger das Kreditinstitut oder die Versicherung aus der gegebenen Ausbietungsbürgschaft/-Garantie auf Geldzahlung in Anspruch nehmen.
Dann ist der Bürge/Garant aus der harten Version Bürgschaft/Garantie verpflichtet, ein Gebot in Höhe des Grundpfandrechtes abzugeben. Durch die Zahlung des Gebots geht bei der Bürgschaft gemäß § 774 Abs. 1 BGB die Forderung des Grundpfandrechtsgläubigers auf den Bürgen kraft Gesetzes über (Legalzession), bei der Garantie wird ein Aufwendungsersatzanspruch  aus § 670 BGB zugrunde gelegt.
Der Garantiefall/Bürgschaftsfall tritt für den Gläubiger nicht ein, wenn ein Meistgebot eines Dritten in Höhe mindestens der Garantiesumme abgegeben wird.

## International
Im internationalen Kreditverkehr ist die Ausbietungsbürgschaft zwar teilweise bekannt, doch wird meist die Ausbietungsgarantie vorgezogen. In der Schweiz ist die Bürgschaft in den Art. 492–512 OR geregelt und gemäß Art. 492 Abs. 2 OR akzessorisch. Österreich regelt die Bürgschaft in den §§ 1344 ff. ABGB.

## Sonstiges
Die Ausbietungsgarantie darf nicht mit der Bietungsgarantie verwechselt werden.